# Kanton Montaner
Der Kanton Montaner war von 1790 bis 2015 ein französischer Wahlkreis im Arrondissement Pau im Département Pyrénées-Atlantiques und in der Region Aquitanien; sein Hauptort war Montaner. Er war 106,69 km² groß und hatte (2006) 2.484 Einwohner, was einer Bevölkerungsdichte von 23 Einwohnern pro km² entsprach. Im Mittel lag er auf 133 Meter über dem Meeresspiegel.

## Gemeinden
| Gemeinde             | Einwohner Jahr | Fläche km² | Bevölkerungsdichte | Postleitzahl | Code INSEE |
| -------------------- | -------------- | ---------- | ------------------ | ------------ | ---------- |
| Aast                 | 178 (2013)     | –          | – Einw./km²        | 64460        | 64001      |
| Baleix               | 152 (2013)     | –          | – Einw./km²        | 64460        | 64089      |
| Bédeille             | 202 (2013)     | –          | – Einw./km²        | 64460        | 64103      |
| Bentayou-Sérée       | 105 (2013)     | –          | – Einw./km²        | 64460        | 64111      |
| Casteide-Doat        | 145 (2013)     | –          | – Einw./km²        | 64460        | 64173      |
| Castéra-Loubix       | 54 (2013)      | –          | – Einw./km²        | 64460        | 64174      |
| Labatut              | 171 (2013)     | –          | – Einw./km²        | 64460        | 64293      |
| Lamayou              | 196 (2013)     | –          | – Einw./km²        | 64460        | 64309      |
| Maure                | 113 (2013)     | –          | – Einw./km²        | 64460        | 64372      |
| Monségur             | 142 (2013)     | –          | – Einw./km²        | 64460        | 64395      |
| Montaner             | 462 (2013)     | –          | – Einw./km²        | 64460        | 64398      |
| Ponson-Debat-Pouts   | 91 (2013)      | –          | – Einw./km²        | 64460        | 64451      |
| Ponson-Dessus        | 249 (2013)     | –          | – Einw./km²        | 64460        | 64452      |
| Pontiacq-Viellepinte | 164 (2013)     | –          | – Einw./km²        | 64460        | 64454      |
| Sedze-Maubecq        | 243 (2013)     | –          | – Einw./km²        | 64160        | 64515      |

## Bevölkerungsentwicklung
| 1962 | 1968 | 1975 | 1982 | 1990 | 1999 | 2006 |
| ---- | ---- | ---- | ---- | ---- | ---- | ---- |
| 2478 | 2373 | 2207 | 2321 | 2474 | 2454 | 2484 |